# Inneruulalik
Inneruulalik [ˌinːɜˈʁuːlalik] (nach alter Rechtschreibung Ingnerûlalik) ist eine grönländische Schäfersiedlung im Distrikt Narsaq in der Kommune Kujalleq.

## Lage
Inneruulalik liegt am Westufer des Tunulliarfik. Fünf Kilometer nördlich liegt Qassiarsuk und vier Kilometer südlich Issormiut. Die Siedlung liegt im UNESCO-Weltkulturerbe Kujataa und weist Ruinen der Grænlendingar auf.

## Söhne und Töchter
- Augusta Salling (* 1954), Politikerin

## Bevölkerungsentwicklung
Inneruulalik hatte in den letzten 40 Jahren zwei bis acht Einwohner. Einwohnerzahlen der Schäfersiedlungen sind letztmals für 2013 bekannt. Inneruulalik wird statistisch unter „Farmen bei Qassiarsuk“ geführt.